# Saint-Jean-Pla-de-Corts
Saint-Jean-Pla-de-Corts là một xã trong tỉnh Pyrénées-Orientales, vùng Occitanie phía nam nước Pháp. Xã Saint-Jean-Pla-de-Corts nằm ở khu vực có độ cao trung bình 16 mét trên mực nước biển.

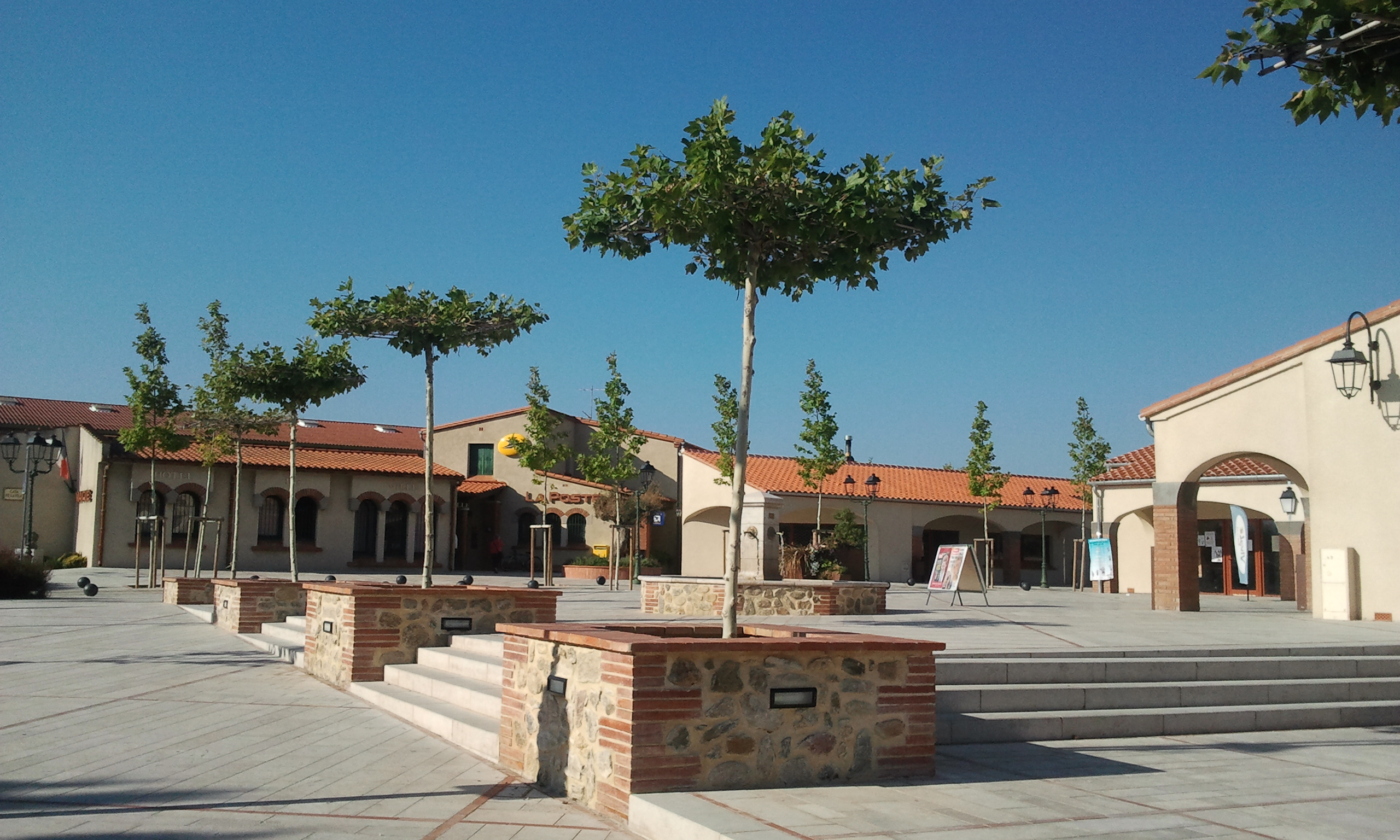
Saint-Jean-Pla-de-Corts